# Le Zahir (nouvelle)
Pour les articles homonymes, voir Le Zahir.
Le Zahir est une nouvelle de l'écrivain et poète argentin Jorge Luis Borges. C'est l'un des récits du recueil L'Aleph, publié pour la première fois en 1949.

## Résumé
Le Zahir est, selon le narrateur de Borges, une personne ou un objet ayant le pouvoir de susciter une obsession chez tous ceux qui la voient ; la personne touchée perçoit de moins en moins la réalité et de plus en plus ce Zahir, d'abord seulement au cours du sommeil, puis à tout moment. 
Dans la nouvelle, il s'agit d'une pièce de monnaie (qui, toujours selon le narrateur, symbolise notre libre-arbitre, puisqu'elle peut être « transformée » en n'importe quelle autre chose). Cette pièce va l'obséder de plus en plus. Ce narrateur note en outre que le Zahir peut se manifester dans « un tigre, un astrolabe, le fond d'un puits ou une veine dans la colonne de marbre d'une mosquée ».